# Chính sách thị thực của Canada

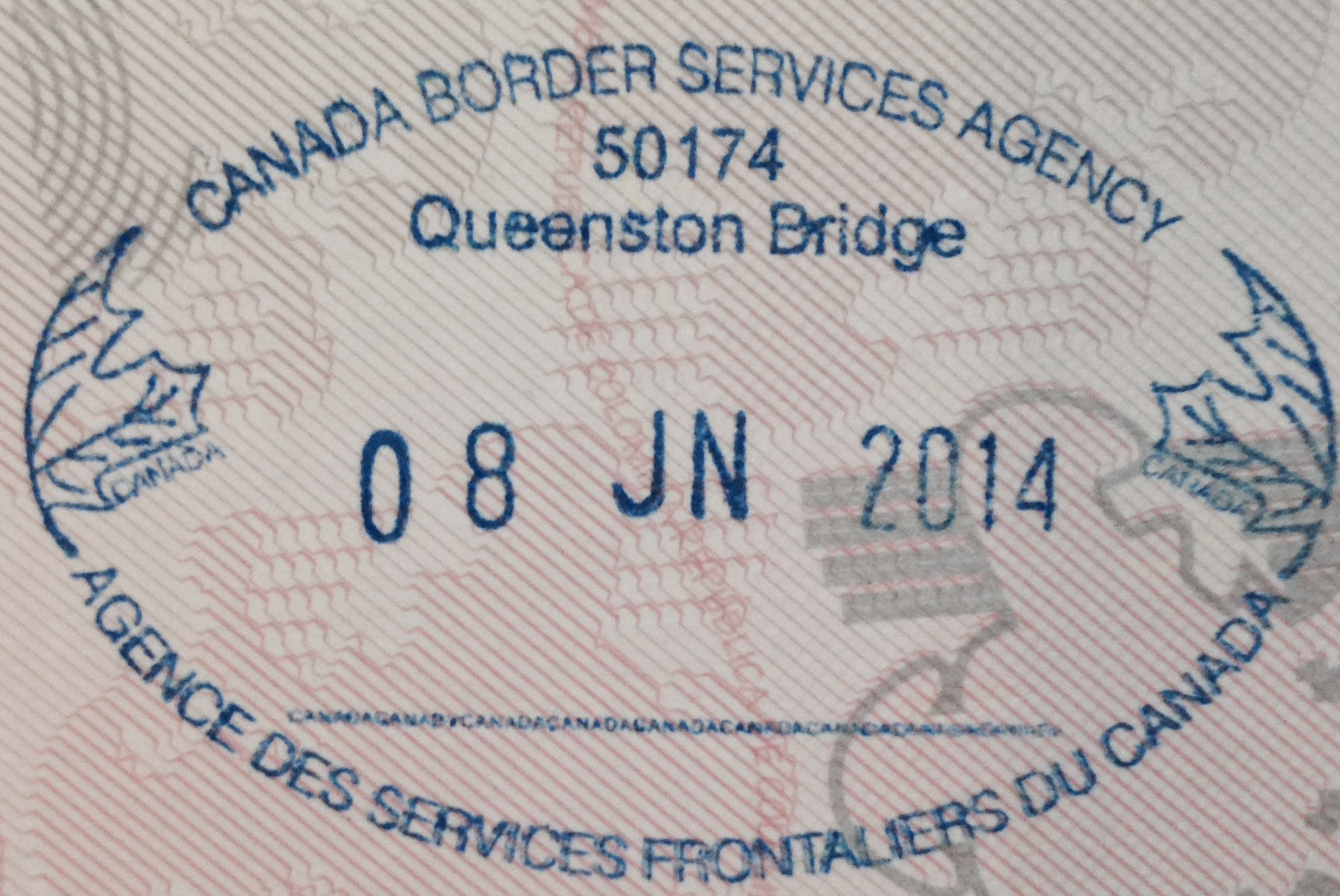
Dấu nhập cảnh đến Canada được cấp cho công dân Colombia năm 2014

Một công dân nước ngoài muốn đến Canada phải xin thị thực từ một trong những phái vụ ngoại giao Canada trừ khi họ đến từ 52 quốc gia và vùng lãnh thổ được miễn thị thực hoặc có bằng chứng thường trú ở Hoa Kỳ.
Tất cả du khách được miễn thị thực trừ người Mỹ và Canada cần phải xin chứng nhận du hành điện tử (eTA) khi đến Canada kể từ ngày 10 tháng 11 năm 2016.
Việc xin thị thực du lịch, làm việc, học tập và một số loại định cư vĩnh viễn có thể nộp trực tuyến.

## Bản đồ chính sách thị thực

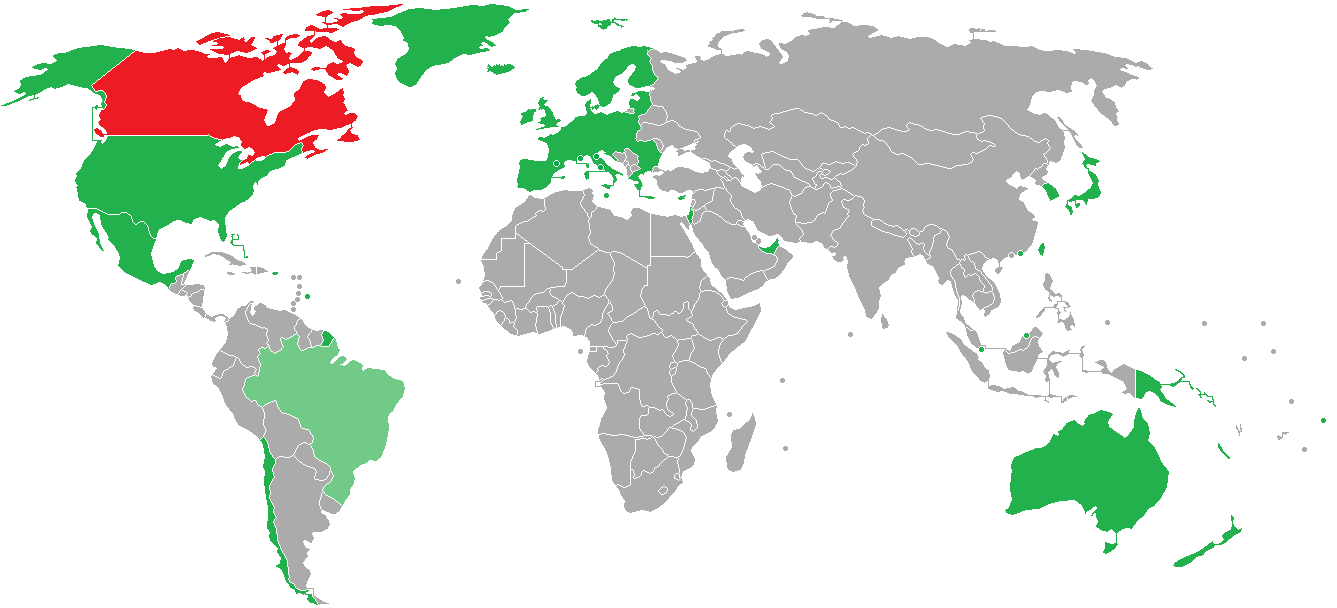
Canada
Quốc gia được miễn thị thực đến Canada
Chứng nhận du hành điện tử (eTA)/Với thị thực Mỹ
Cần thị thực

## Miễn thị thực
Người sở hữu hộ chiếu cấp bởi các quốc gia và vùng lãnh thổ sau có thể đến Canada với eTA trong khoảng thời gian 6 tháng, trừ công dân Mỹ và Pháp định cư ở Saint Pierre và Miquelon đến trực tiếp từ quốc gia này, họ được miễn yêu cầu eTA.
Hành khách nếu có sức khoẻ tốt có thể thuyết phục sĩ quan rằng họ có thể chi trả cho chuyến đi và quay về quốc gia của họ. Trong một số trường hợp có yêu cầu kiểm tra sức khoẻ hoặc thư mời.
| - Tất cả công dân Liên minh châu Âu 1 2 3 \| - Andorra - Antigua và Barbuda - Australia - Bahamas - Barbados - Brazil8 - Brunei - Chile - Đài Loan4 - Hàn Quốc \| - Hoa Kỳ5 - Hồng Kông6 - Iceland - Israel7 - Liechtenstein - México - Monaco - Na Uy - New Zealand \| - Nhật Bản - Papua New Guinea - Samoa - San Marino - Singapore - Quần đảo Solomon - Thụy Sĩ - Thành Vatican \| | | |
| - Andorra - Antigua và Barbuda - Australia - Bahamas - Barbados - Brazil8 - Brunei - Chile - Đài Loan4 - Hàn Quốc | - Hoa Kỳ5 - Hồng Kông6 - Iceland - Israel7 - Liechtenstein - México - Monaco - Na Uy - New Zealand | - Nhật Bản - Papua New Guinea - Samoa - San Marino - Singapore - Quần đảo Solomon - Thụy Sĩ - Thành Vatican |

Chú thích
1. ^  – ngoại trừ  Bulgaria và  Romania.Chứng nhận du hành điện tử (eTA)/Với thị thực Mỹ
2. ^  – Công dân Pháp định cư ở Saint Pierre và Miquelon và đến trực tiếp từ vùng lãnh thổ này không cần eTA.
3. ^  – bao gồm công dân Anh sở hữu hộ chiếu Guernsey, hộ chiếu Manx hoặc hộ chiếu Jersey; British Overseas Territories citizens holding Anguilla passport, Bermuda passport, hộ chiếu lãnh thổ hải ngoại Anh, hộ chiếu Caymania, hộ chiếu Gibraltar, hộ chiếu Montserrat, hộ chiếu quần đảo Pitcairn, hộ chiếu Saint Helena hoặc hộ chiếu quần đảo Turks và Caicos; công dân Anh (hải ngoại) sở hữu hộ chiếu hải ngoại Anh; và nếu có quyền trú ngụ ở Vương quốc Anh — công dân hải ngoại Anh sở hữu hộ chiếu hải ngoại anh.
4. ^  – chỉ miễn thị thực với người có hộ chiếu phổ thông cấp bởi Bộ Ngoại giao ở Đài Loan mà có mã số định danh cá nhân.
5. ^  – bao gồm những người được nhận vào Hoa Kỳ theo luật thường trú mà sở hữu thẻ xanh hoặc có thể cung cấp bằng chứng thường chú có hiệu lực. Công dân Mỹ có thể vào Canada với bất cứ bằng chứng công dân nào. Tuy nhiên những người thường trú ở Mỹ cần có eTA với hộ chiếu có hiệu lực, giấy phép tái nhập cảnh hoặc giấy tờ du hành tị nạn.[9]
6. ^  – chỉ miễn thị thực với người người sở hữu hộ chiếu khu hành chính đặc biệt Hồng Kông.
7. ^  – chỉ miễn thị thực với người sở hữu hộ chiếu Israeli.
8. ^  - Chứng nhận du hành điện tử (eTA)/Với thị thực Mỹ

## Thống kê du khách
Hầu hết du khách đến Canada đều đến từ các nước sau:
| Quốc gia/Vùng lãnh thổ | 2016       | 2015       | 2014       | 2013       |
| ---------------------- | ---------- | ---------- | ---------- | ---------- |
| Hoa Kỳ                 | 23.895.385 | 22.057.860 | 20.345.412 | 20.435.329 |
| Vương quốc Anh         | 850.841    | 733.280    | 695.787    | 663.219    |
| Trung Quốc             | 624.865    | 511.234    | 471.823    | 365.314    |
| Pháp                   | 552.109    | 507.627    | 490.185    | 465,548    |
| Đức                    | 381.837    | 343.716    | 341.416    | 322.419    |
| Úc                     | 352,345    | 307.123    | 300.844    | 279.936    |
| Nhật Bản               | 322.220    | 294.934    | 277.305    | 238.474    |
| Hàn Quốc               | 254.759    | 204.741    | 183.770    | 158.523    |
| México                 | 252.218    | 204.756    | 180.052    | 156.856    |
| Ấn Độ                  | 225.121    | 200.094    | 185.888    | 154.409    |
| Hồng Kông              | 158.475    | 152.624    | 141.852    | 133.453    |
| Ý                      | 138.114    | 128.422    | 125.935    | 100.795    |
| Hà Lan                 | 136.784    | 120.504    | 106.585    | 100.233    |
| Thụy Sĩ                | 131.901    | 118.202    | 116.358    | 110.303    |
| Brasil                 | 115.004    | 113.242    | 100.947    | — 94.555   |
| Đài Loan               | 102.629    | 76.124     | 72.436     | 64.036     |
| Tây Ban Nha            | 90.749     | 76.212     | 68.716     | 56.657     |
| Israel                 | 75.638     | 71.361     | 66.529     | 62.806     |
| Bỉ                     | 70.704     | 60.479     | 55.715     | 52.457     |
| Philippines            | 70.644     | 65.409     | 75.746     | 67.401     |
| New Zealand            | 62.118     | 56.622     | 53.186     | 50.809     |
| Thụy Sĩ                | 51.173     | 43.762     | 43.854     | 40.679     |
| Đan Mạch               | 47.155     | 41.612     | 40.652     | 36.597     |
| Singapore              | 37.702     | 35.370     | 36.511     | 35.689     |
| Jamaica                | 32.915     | 30.340     | 29.553     | 27.805     |
| Trinidad và Tobago     | 25.229     | 23.737     | 22.917     | 24.809     |
| Bồ Đào Nha             | 24.160     | 23.579     | 24.787     | 23.750     |
| Malaysia               | 14.233     | 13.450     | 13.543     | 12.681     |
| Hy Lạp                 | 13.984     | 13.834     | 12.693     | 12.783     |
| Tổng                   | 30.142.291 | 27.554.943 | 25.558.014 | 25.167.015 |